# Albrecht Classen
Pour les articles homonymes, voir Classen.
 (janvier 2019).
Albrecht Classen, né à Bad Hersfeld (Hesse, Allemagne) est un médiéviste et professeur au département d’études allemandes de l’Université d'Arizona.

## Biographie
Il a étudié à l'université de Marbourg ainsi qu'aux universités d'Erlangen-Nuremberg, de Millersville (Pennsylvanie), d'Oxford, de Salamanque, d'Urbino et de Virginie (États-Unis). Il est titulaire d'un Ph.D. de l'université de Virginie depuis 1986.

## Publications
- (en) Albercht Classen, The Medieval Chastity Belt: A Myth-making Process, Palgrave Macmillan, 2008 (ISBN 978-1403975584)
- (en) Albercht Classen, Sexuality in the Middle Ages and Early Modern Times : New Approaches to a Fundamental Cultural-Historical and Literary-Anthropological Theme, Walter de Gruyter, 2008
- (de) Albrecht Classen, Lied und Liederbuch in der Frühen Neuzeit, Waxmann Verlag, 2010, 330 p. (ISBN 3830922574, lire en ligne)
- (en) Albrecht Classen (dir.), Handbook of medieval studies : terms, methods, trends, De Gruyter, 2010, 3 vol. (ISBN 9783110184099, présentation en ligne)[2]

## Sources